# Resolutie 665 Veiligheidsraad Verenigde Naties
Resolutie 665 van de Veiligheidsraad van de Verenigde Naties werd op 25 augustus 1990 aangenomen. Dertien leden stemden voor en twee, Cuba en Jemen, onthielden zich. De resolutie stond landen toe schepen te controleren teneinde het handelsembargo tegen Irak af te dwingen.

## Achtergrond
Op 2 augustus 1990 viel Irak zijn zuiderbuur Koeweit binnen en bezette dat land. Nog diezelfde dag werd de inval door de VN-Veiligheidsraad veroordeeld in resolutie 660. Deze resolutie eiste ook een onmiddellijke terugtrekking van Irak, maar daar kwam niets van terecht.

## Inhoud
De Veiligheidsraad:
- herinnert aan de resoluties 660, 661, 662 en 664 en eist de uitvoering ervan;
- besliste met resolutie 661 economische sancties in te stellen;
- is vastberaden om de bezetting van Koeweit te beëindigen;
- betreurt de onschuldige doden door de Iraakse invasie en is vastberaden verdere verliezen te voorkomen;
- is gealarmeerd dat Irak de resoluties 660, 661, 662 en 664 weigert na te leven en dat het land olie uitvoert met schepen onder Iraakse vlag;

1. roept de lidstaten die samenwerken met Koeweit en hun marine hebben gestuurd alle inkomende en uitgaande schepen te inspecteren;
2. nodigt de lidstaten uit om samen te werken om de naleving van resolutie 661 te verzekeren en zo veel mogelijk politieke en diplomatieke maatregelen te nemen;
3. vraagt alle landen om bovenstaande landen te helpen;
4. vraagt de betrokken landen hun acties te coördineren via het Generale Staf-Comité en te rapporteren aan de Veiligheidsraad;
5. besluit om actief op de hoogte te blijven.

## Verwante resoluties
- Resolutie 662 Veiligheidsraad Verenigde Naties
- Resolutie 664 Veiligheidsraad Verenigde Naties
- Resolutie 666 Veiligheidsraad Verenigde Naties
- Resolutie 667 Veiligheidsraad Verenigde Naties

Lijst ·  647 ·  648 ·  649 ·  650 ·  651 ·  652 ·  653 ·  654 ·  655 ·  656 ·  657 ·  658 ·  659 ·  660 ·  661 ·  662 ·  663 ·  664 ·  665 ·  666 ·  667 ·  668 ·  669 ·  670 ·  671 ·  672 ·  673 ·  674 ·  675 ·  676 ·  677 ·  678 ·  679 ·  680 ·  681 ·  682 ·  683